# Nouvelle Galerie Tretiakov
La Nouvelle Galerie Tretiakov, à Moscou, est le musée, annexe à la Galerie Tretiakov, consacré à l'art en Russie depuis 1905.

## Situation
Au bord de la Moskova, entre les stations de métro Oktiabrskaïa et Park Koultoury, face au parc Gorki, la Nouvelle Galerie Tretiakov est abritée dans un gigantesque bâtiment d'architecture - qui loge également des galeries d'antiquaires et des magasins de fournitures pour artistes. Le jardin, tout autour, présente d'innombrables exemplaires de la statuaire soviétique. Une partie de ce jardin est dédiée aux statues « déboulonnées » de Staline, Lénine, Dzerjinski, Brejnev, Andropov... devant lesquelles des balancelles invitent à la méditation. 
Une immense statue de Staline s'entoure de silhouettes de bois brut, de cages où s'empilent, telles les pastèques des marchés, des visages de pierre.
La galerie, immense, présente les œuvres sans scénographie, mais bien éclairées, dans de grands espaces sobres. Les accrochages sont souvent remaniés, des expositions temporaires rendent hommage à des artistes russes contemporains (Tatiana Nazarenko (en), Irina Starjenetskaïa (ru), Oskar Kacharov...)

## Les œuvres
Tous les courants de l'art russe du XXe siècle sont présents, l'avant-garde et le réalisme socialiste, mais aussi les œuvres du « dégel », de « l'art austère », de « l'underground » moscovite des années 1950, du « photo-réalisme », du « soc-art » (sots art), du conceptualisme des années 1970-1980. Une partie provient de la collection de Georges Costakis.

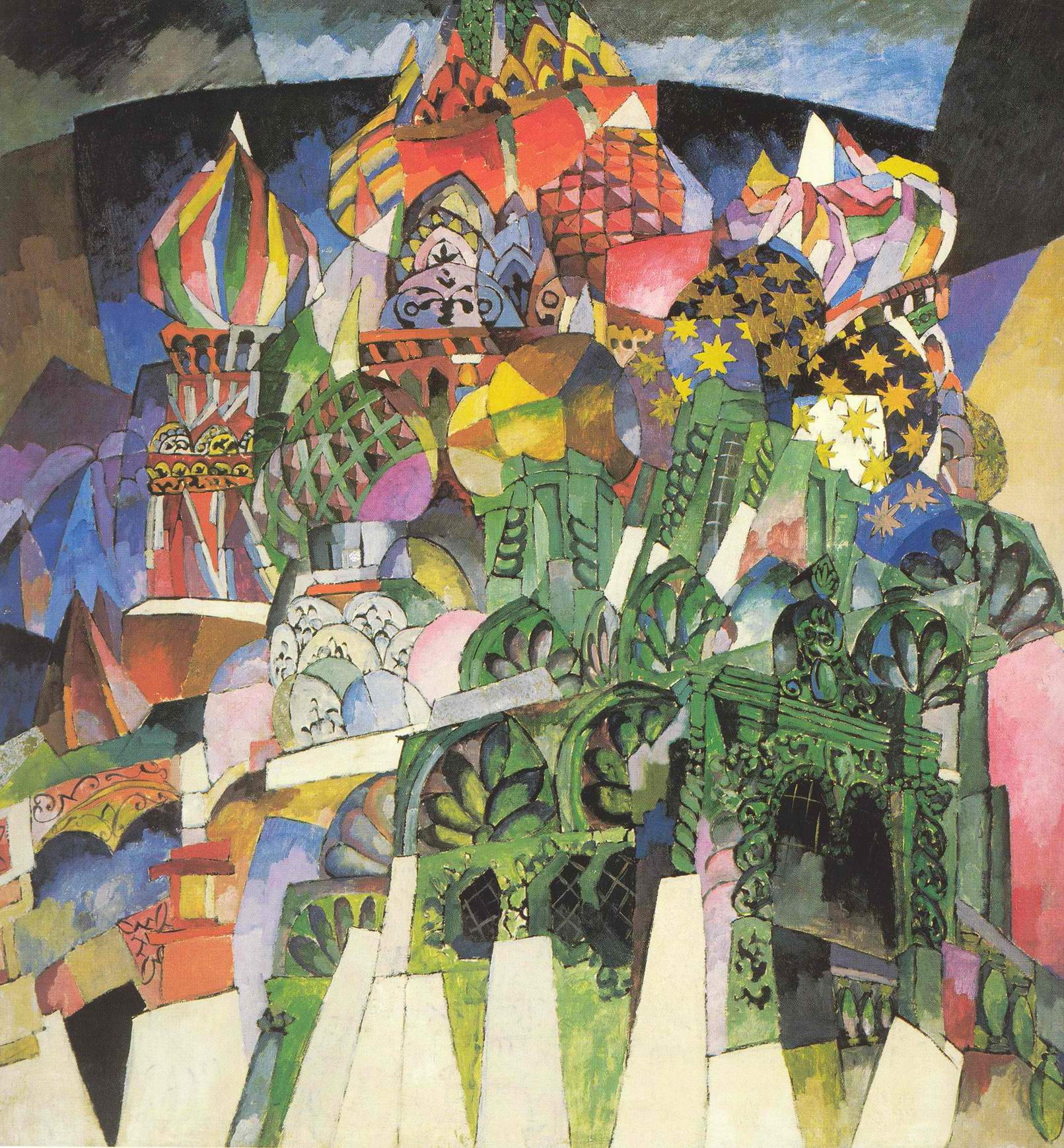
Lentoulov, Saint Basile.
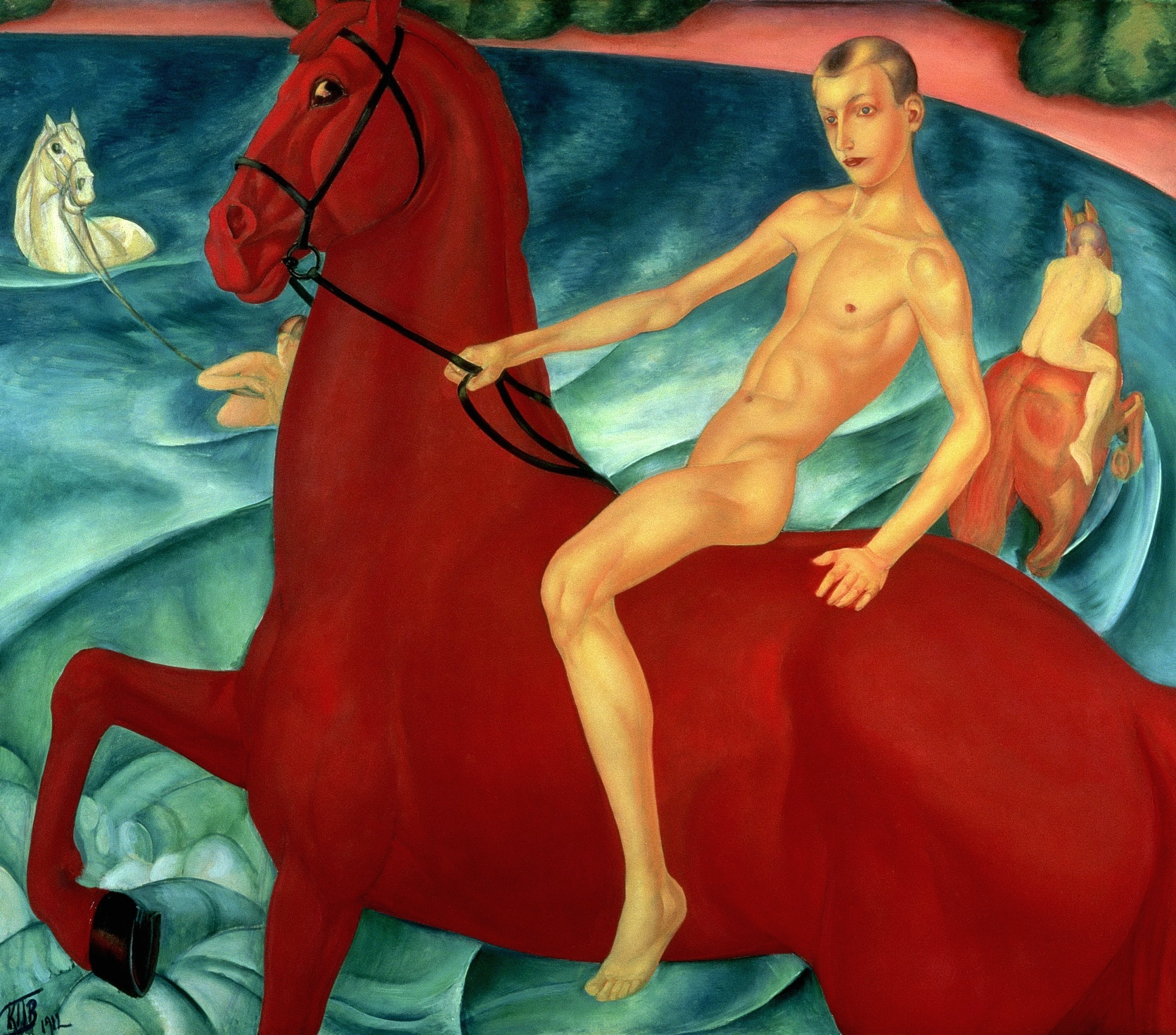
Petrov-Vodkine, Cheval rouge au bain.